# 環境経済・政策学会
環境経済・政策学会（かんきょうけいざい・せいさくがっかい、英: Society for Environmental Economics and Policy Studies：SEEPS）は、経済学・政策学・関連諸科学を総合し、環境と経済・政策の関わりについて理論的・実証的な研究活動、ならびに国際的な研究交流を促進し、かつ会員相互の研鑚と親睦を図ることを目的に、1995年12月に設立された学会組織である。2005年3月1日現在の会員数は約1,300名（賛助会員27社）。

## 事業
1. 研究報告会および講演会の開催
2. 機関誌・図書の発行
  - 和文誌「環境経済・政策学会年報」
  - 英文誌「Environmental Economics and Policy Studies」
3. 関連機関等との研究交流
4. その他理事会で適当と認める事業

## 役員
- 会長　1名
- 副会長　2名
- 理事　34名（うち常務理事7名）
- 監事　2名

（2005年3月1日現在）

## 学会賞
環境経済・政策学会の会則第2条に定める目的達成を促進するため、会員による環境経済・政策分野の優れた業績、あるいは学会に顕著な貢献があった会員に学会賞を授与し、賞状および副賞として金一封を贈呈している。
1. 学術賞 - 環境経済・政策分野の優れた論文あるいは著書に対する賞。毎年2件以内。
2. 特別賞 - 環境経済・政策分野に顕著な貢献のあった者に対する賞。
3. 奨励賞 - 原則として若手による、環境経済・政策分野の奨励に値する論文あるいは著書に対する賞。毎年5件以内。